# سامرتاون (تنسی)
سامرتوون(به انگلیسی: Summertown) شهری در ایالت تنسی کشور ایالات متحده آمریکا است که جمعیت آن در سرشماری سال ۲۰۱۰ میلادی، ۸۶۶ نفر بوده‌است.